# Christian August Anker
Christian August Anker, född 9 augusti 1840 i Halden, död 30 september 1912, var en norsk industriman.

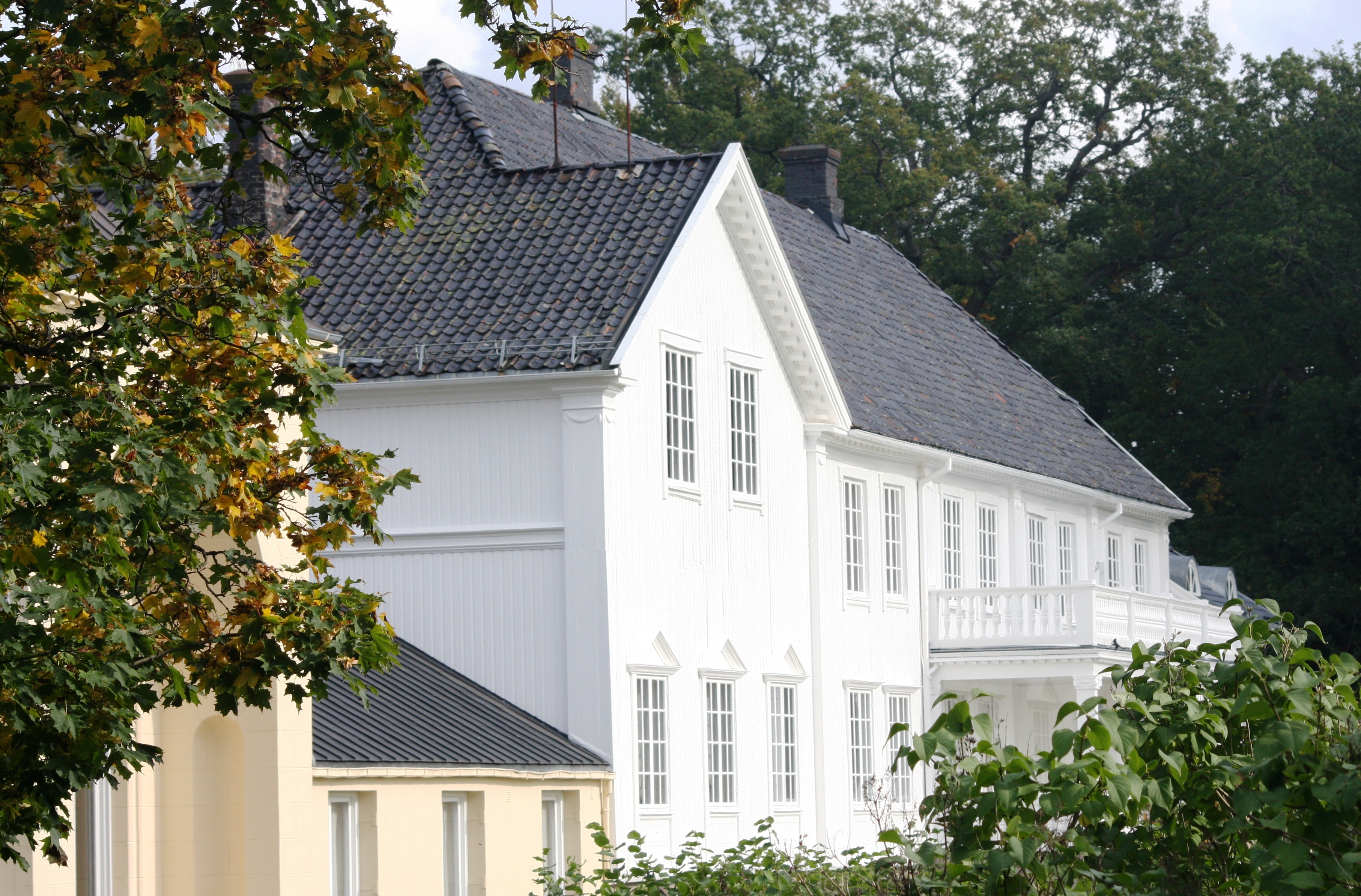
Rød herrgård i Halden.

Christian August Anker var son till grosshandlaren Peter Martin Anker och bror till Nils och Herman Anker. Han växte upp på Rød herrgård i Halden och utbildade sig till ingenjör i Hannover och Zürich.
Tillsammans med brodern Nils Anker byggde han upp Norges första massafabrik, Ankers Træsliberi & Papirfabrik i Fredrikshald 1867. Från 1873 köpte han upp mark i Hønefoss, där en massafabrik invigdes 1881. Han engagerade sig i brytning av marmor i Den Ankerske marmorforretning i Fauske 1884. 
Från 1905 var han engagerad i Ankerske jernmalmfelter, med järnmalmsbrytning i Sør-Varanger.
Christian Anker kom att spela en betydande roll för den norska trämasseindustrin, bland annat genom att börja trämasseexport till Storbritannien. 
Christian Anker tog också initiativ till intressentskapet Green Harbour Coal Company 1908, vilket inledde brytning av koli Zeppelinfjellet vid Kongsfjorden i Svalbard. Efter hans död köptes det av Kings Bay Kull Compani och utvecklades till omfattande kolbrytning och till gruvsamhället Ny-Ålesund.
Christian Anker var gift tre gånger. År 1866 gifte han sig med Annette Vilhelmine Krebs (1846-1867), år 1868 med Christine Charlotte Friis (1848-1899) och år 1900 med Hansine Oleana Gundersen (1876-1958). Han var far till seglaren Johan Anker.